# A Fé
A Fé é o nono álbum de estúdio do cantor e compositor Sérgio Lopes, lançado pela gravadora Line Records em 1999 e relançado pela mesma em uma edição especial em 2011.
A música "O Centurião Romano" é uma regravação da canção "Agora Posso Crer", com a qual Sérgio Lopes ganhou o troféu de 1º lugar no I Festival Nacional de Música Sacra, realizado no Teatro Villa Lobos em Copacabana no ano de 1986.

## Faixas
Todas as músicas por Sérgio Lopes
1. A Fé - 4.41
2. Moisés - Um Coração Hebreu - 3.01
3. Noites sem Estrelas - 4.16
4. A Samaritana - 4.18
5. Se estás Comigo - 3.54
6. O Centurião Romano - 4.22
7. José - O Sonhador - 3.46
8. Palavras e Canções - 3.48
9. Pai - 4.01
10. O Rei Jesus - 2.55

## Créditos
- Produção executiva: Line Records
- Coordenação de produção: Sérgio Lopes
- Produtor Musical: Tadeu Chuff
- Arranjos e direção musical: Tadeu Chuff
- Masterização: Visom Digital - Rio
- Engenheiro de masterização: Luiz Tornaghi
- Técnico de gravação e mixagem: Jackson Paulino (exceto na faixa "O Rei Jesus", gravado e mixado por Rafael Azulay
- Técnico adicional: Gerson Rangel
- Auxiliares de estúdio: Jorge Jannarelli, Pedro Paulo Motta e João Paulo Glech
- Gravação de cordas: Adilson Kruger (estúdio Multimix - Curitiba/PR)
- Programação eletrônica na faixa "O Rei Jesus": Tadeu Chuff
- Arranjos de metais na faixa "O Rei Jesus": Marcos Bonfim
- Arranjos de cordas: Tadeu Chuff
- Copista para a orquestra: Alexandre Brasolim
- Guitarras e violões de aço e nylon: Pedro Braga
- Teclados: Tadeu Chuff
- Baixo: Marcos Natto
- Bateria: Sidney Pires
- Percussão: Zé Leal
- Sax soprano e alto: Marcos Bonfim
- Sax tenor na faixa "Se estás Comigo": Marco Aurélio Costa
- Trompete: Marlon Costa
- Trombone: Robson Olicar
- Trompa na faixa "Moisés - Um Coração Hebreu": Edvaldo Chiquini
- Dueto na faixa "A Samaritana": Fernanda Brum
- Voz destaque na faixa "O Rei Jesus": Cristiane Ferr
- Coral na faixa "O Centurião Romano" e "O Rei Jesus": Coral da Igreja Batista Monte Moriah (Santa Cruz da Serra - RJ)

- Cordas
- Violinos: Maria Claudia, Paulo Angelo, Paulo Sérgio Torres, Silvanira, Bermudes, Alexandre Brasolim, Maria Cristina Kalinowsky, Bettina Jucksch, Priscilla Baggio, Paulo Ogura, Consuelo Froehner, Francisco Saraiva, Paulo Luckman, João Eduardo Dias e Cácio José de Araújo
- Violas: Maria Luiza Guetter, Rubens Marques, José M. Magalhães e Aldo Villoni.
- Violoncelos: Romildo Weingartner, Pericles Varella e Vitor Andrade
- Baixos: George Amorim e Hélio Brandão